# Шевченко (Воронезька область)
Шевченко — Хутір у Кантемирівському районі Воронезької області Російської Федерації.
Входить до складу Митрофанівського сільського поселення.

## Географія

### Вулиці
- вул. Вишнева.

## Демографія
На хуторі станом на 2002 рік проживало три жителі, а вже у 2010 році — жодного жителя.